# شاليه

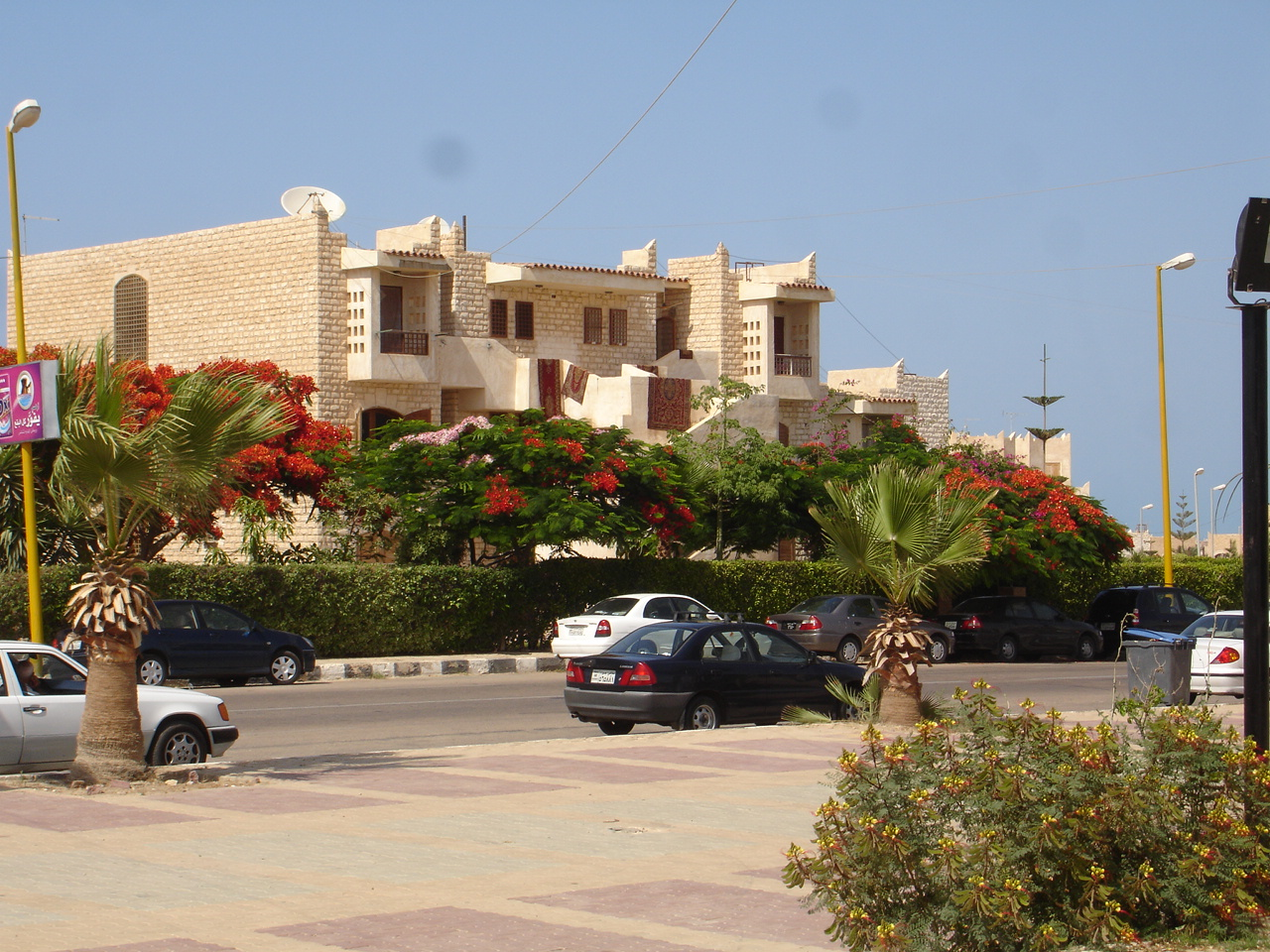
شاليهات من في مارينا العلمين مصر

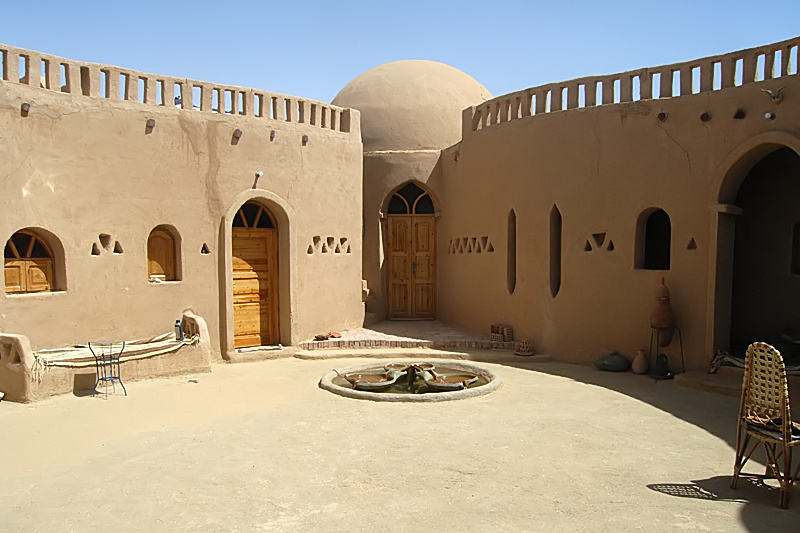
شاليه في بئر الجبل واحة الداخلة مصر

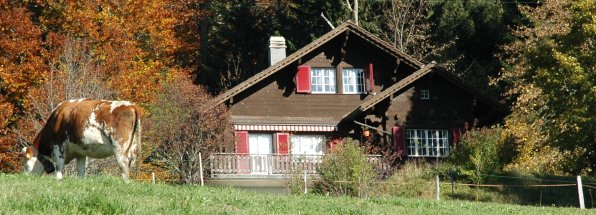
شاليه نموذجي في جبال الألب السويسرية

الشَّالِيه أو المُستجَمّ أو النُّزُل ويشير في أوروبا إلى الشاليه السويسري هو كوخ أو منزل مخصص للاستجمام في شهور الدفئ.
تكون الشاليهات السويسرية مصنوعة من الخشب وذات سقف ثقيلة المنحدرة بلطف مع الطنف واسعة مدعوم جيدا وضعت في الحق زوايا للأمام من المنزل.